# Till Pape
Till Pape (Paderborn, 10 dicembre 1997) è un cestista tedesco.